# 20式5.56mm小銃
20式5.56mm小銃（、英: Howa Type 20 Assault Rifle, HOWA 5.56）は、陸上自衛隊が装備化した自動小銃である。
2020年（令和2年）、豊和工業が89式5.56mm小銃の後継として開発していた「HOWA 5.56」が20式5.56mm小銃として部隊使用承認がなされ、調達が開始された。

## 開発
2014年（平成26年）8月、陸上自衛隊が89式5.56mm小銃に代わる新型小銃の採用を検討していると報じられた。この時点での候補としては、H&K G36、H&K HK416、ステアーAUG、FN SCARといった外国製小銃が挙げられる一方で、国産小銃の新規開発も模索されていた。
2015年（平成27年）、防衛省は試験用に各種外国製小銃を調達し、同時に豊和工業との間でも試験用小銃の納入契約を行った。調達契約の内容は以下のとおりである。
| 名称                  | 数量 | 契約日    | 価格 (¥)   |
| --------------------- | ---- | --------- | ---------- |
| 小火器 (M型)          | 3    | 2015/1/29 | 05,853,600 |
| 試験用小火器 (S型516) | 8    | 2015/2/2  | 12,798,000 |
| 試験用小火器 (S型716) | 7    | 2015/2/2  | 11,394,000 |
| 試験用小火器 (国産)   | 1    | 2015/2/23 | 98,425,800 |
| 試験用小火器 (G型V)   | 5    | 2015/3/13 | 02,311,200 |
| 試験用小火器 (HK型)   | 5    | 2015/3/13 | 06,858,000 |
| 試験用小火器 (SC型H)  | 5    | 2015/3/3  | 05,508,000 |
| 試験用小火器 (SC型L)  | 5    | 2015/3/31 | 04,398,840 |

同年5月15日、豊和工業は新型小銃と思しき意匠を出願した。
2018年（平成30年）に防衛省は試験用の小火器を別途調達した。調達契約の内容は以下のとおりである。
| 名称                | 数量 | 契約日    | 価格 (¥)   |
| ------------------- | ---- | --------- | ---------- |
| 試験用小火器 (YS型) | 8    | 2018/5/30 | 10,411,200 |
| 試験用小火器 (K型)  | 8    | 2018/6/1  | 50,137,920 |
| 試験用小火器 (YH型) | 8    | 2018/7/10 | 14,715,000 |

HOWA 5.56（K型）、HK416（YH型）、SCAR-L（YS型）の三種類まで絞り込まれた後、2019年（令和元年）12月6日にHOWA 5.56が選ばれたと公表された。 その後の報告書によると、2018年（平成30年）の内に候補の小銃について2つの評価が行われたとされている。 第一段階の評価では有効射程や精度など実用上の性能に焦点が当てられた。 第二段階の評価では、兵器の性能に加えて兵站とコストの面から審査された。
3つの小銃はすべて陸上自衛隊の要件を満たしていたため、二次評価で最高点を獲得したHOWA 5.56 が選択された。量産単価は28万円とされている。15万丁調達した場合のライフサイクルコストは439億円と見積もられている。

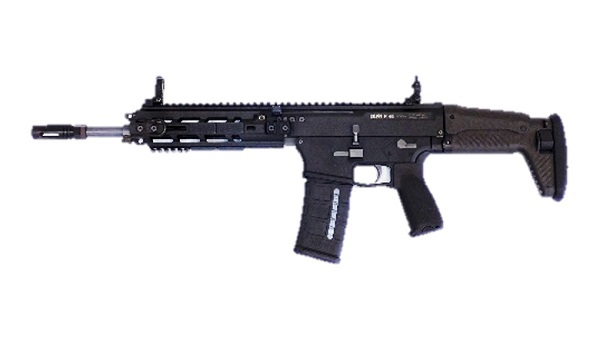
2020年時点のプロトタイプ

2020年（令和2年）の防衛予算によると、第一回目の調達では3,283丁が9億円で購入されている。 
2020年（令和2年）5月18日、防衛省は報道陣に対してHOWA 5.56を「20式5.56mm小銃」として採用したことを発表した。

## 特徴

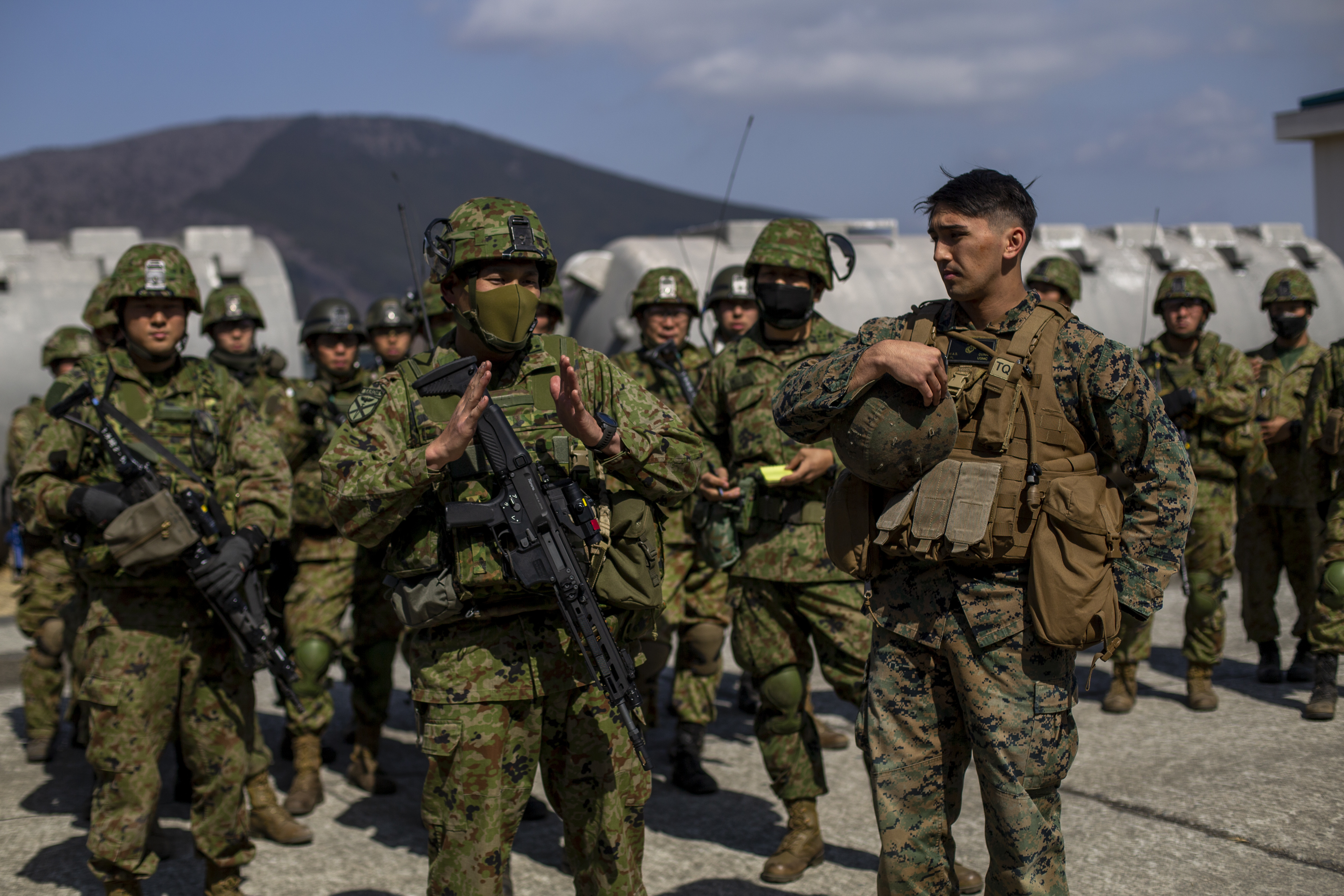
20式小銃を持つ自衛官

離島防衛を想定した、高い防錆性能や排水性を特徴としている。
20式5.56mm小銃はアクセサリレールによる拡張性、調整可能な銃床、アンビ構造といった現代的なライフルの特徴を備えている。現代のアサルトライフルでは、アッパーレシーバーからハンドガードにかけて設けられるピカティニーレールの精度を出すために、アッパーレシーバーとハンドガードを一体とすることが一つのトレンドになっているが、20式5.56mm小銃は分離式としている。外見についてはいくつかの憶測があり、日本の特殊部隊などで調達されてきた前例がある欧州製の小銃に影響を受けたと考えられている。また、海外のメディアなどではFN SCARやCZ 805 BREN、H&K HK433と比較されることがある。
ロアレシーバーは樹脂製。アッパーレシーバーとハンドガードはアルミ製。銃身は高コストだが耐蝕性に優れるステンレスに、さらに防蝕コーティングを施したものが使用されており、コーティングのために銃身は灰色を帯びている。ライターの松尾哲司はセレクターやトリガーなどの操作系部品も、銃身同様の防蝕コーティングを施したステンレス製であると推測している。
口径は5.56 mm、弾薬は89式5.56mm普通弾を仕様変更なく使用する。2023年には、同じ5.56mm口径だが貫徹力を増し、無鉛化と低価格化を実現した「J3高威力弾」の配備が開始された。銃身長は330 mmで軍用主力ライフルとしては非常に短い。弾倉はSTANAG マガジンと互換性を持ち、マグプルの樹脂製弾倉が使用されている。
作動方式について2020年（令和2年）5月18日の報道公開ではガス圧作動方式という以上の詳細については明らかにされなかったが、メディアではショートストロークピストン式であると推測されている。64式7.62mm小銃・89式5.56mm小銃に引き続きガスレギュレータを備える。コッキングハンドルはボルト連動型で、左右入れ替え可能なアンビ仕様となる。弾薬を撃ち尽くしたときにボルトを後退位置で保持するボルトキャッチを備え、ボルトリリースレバーはアンビ仕様となっている。89式5.56mm小銃で採用した3点バーストは運用上必要とされていないこと、コスト要因となることから採用されなかった。
アンビ仕様のセレクターは安全・単発・連射の配置で、ア・タ・レと刻印される。
FN SCARのものに類似した、調整可能なチークピースが付属する伸縮式銃床を備える。銃床は折りたたむことはできない。
レシーバー上辺からハンドガード上辺にかけてピカティニーレールを、ハンドガード側面および下面にはM-LOKレールを装備し拡張性を持たせている。
照星と照門は固定ではなく、ピカティニーレールに装着される。光学照準器使用時のために倒すことができる。

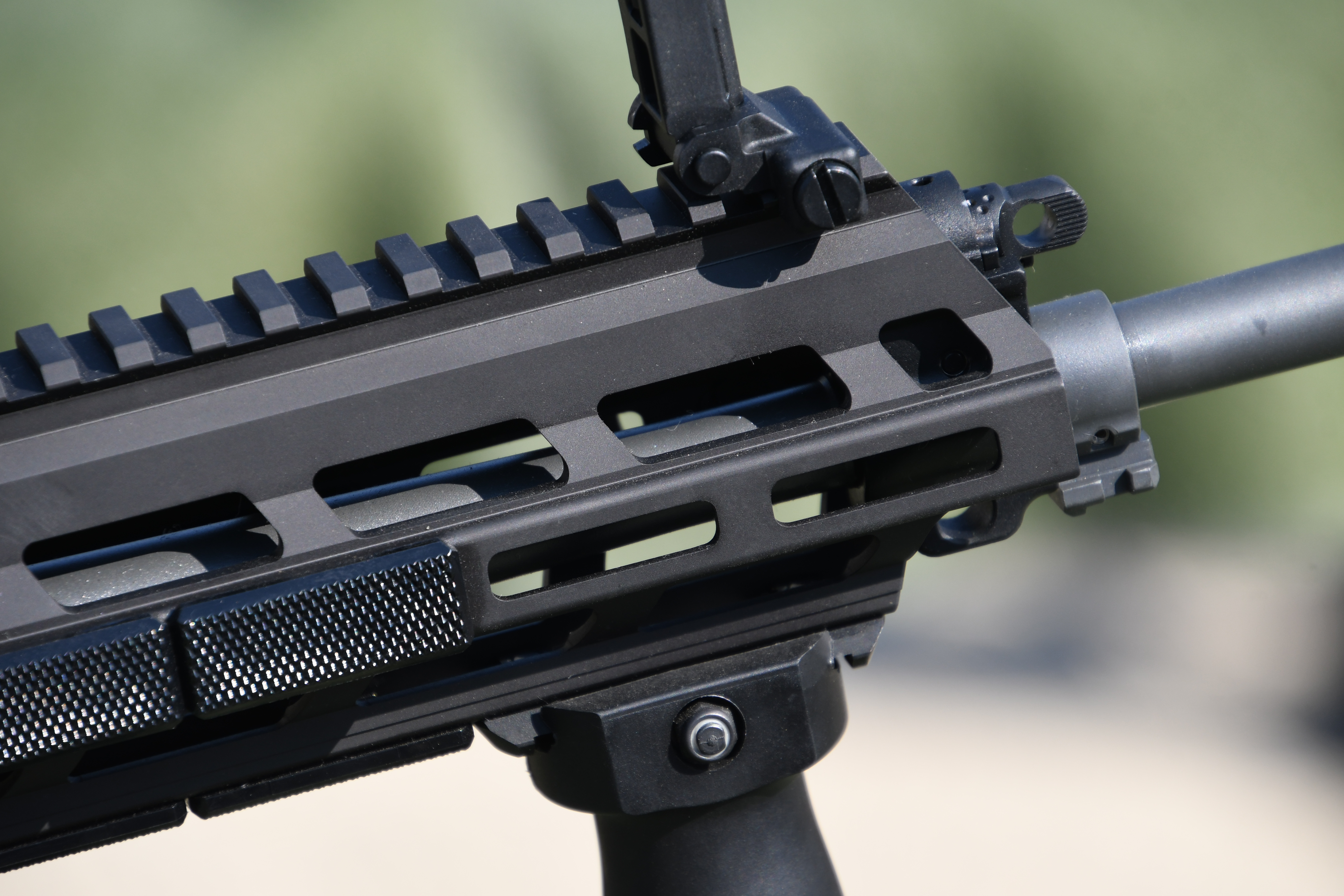
レシーバー上面、ハンドガードにアクセサリレールが設けられている。

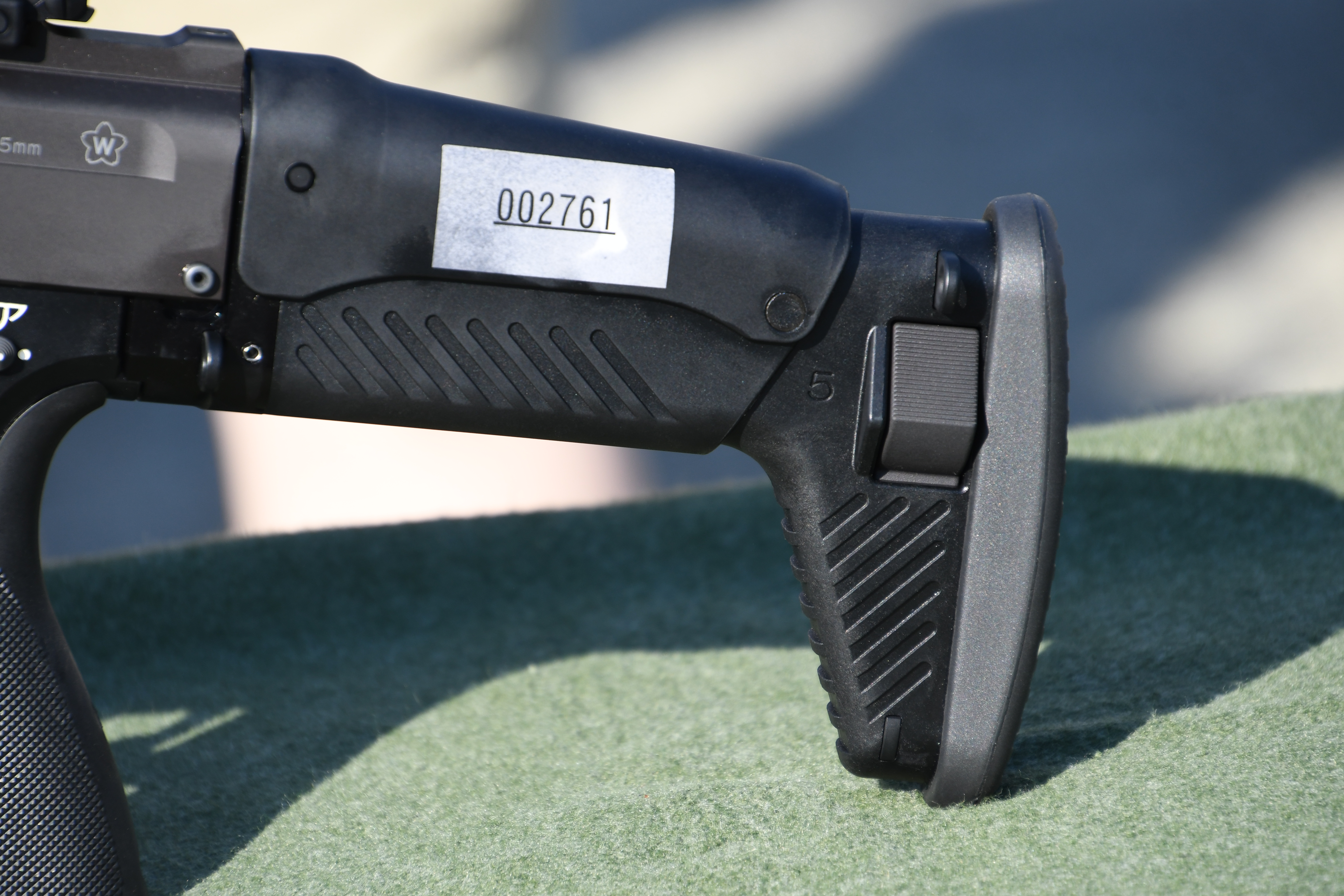
縮小した銃床

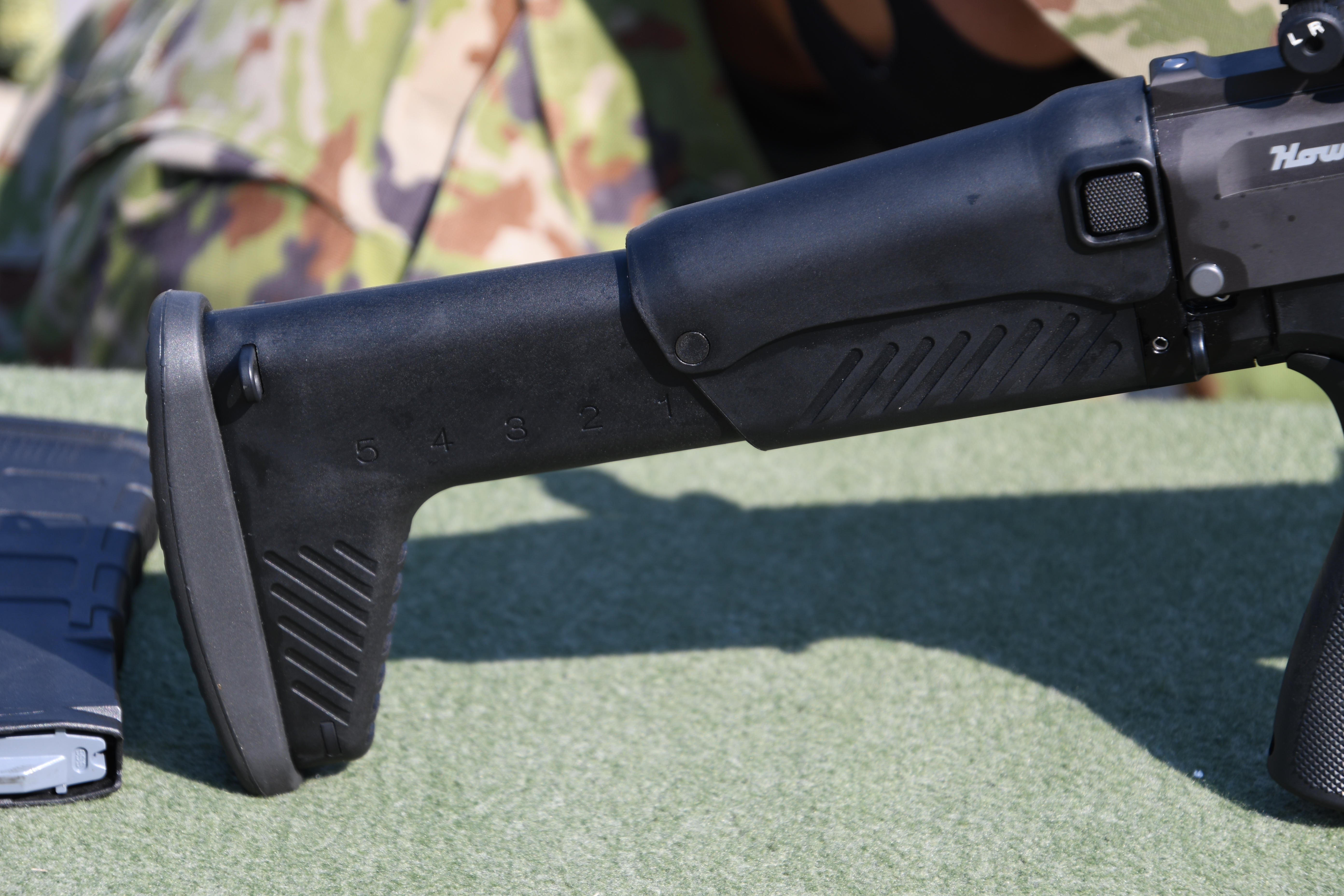
展開した銃床

| 1 | マガジンキャッチ |
| 2 | ボルトリリース   |

| 3 | セレクター |

| 1 | マガジンキャッチ |
| 2 | ボルトリリース   |

| 3 | セレクター |

| 1 | マガジンキャッチ |
| 2 | ボルトリリース   |

| 3 | セレクター |

| 1 | マガジンキャッチ |
| 2 | ボルトリリース   |

| 3 | セレクター |

| 1 | ガスレギュレータ |
| 2 | バヨネットラグ   |

| 3 | GLX-160用マウント固定穴 |

| 1 | ガスレギュレータ |
| 2 | バヨネットラグ   |

| 3 | GLX-160用マウント固定穴 |

## オプション
レシーバー上辺からハンドガード上辺にかけて備えるピカティニーレールと、ハンドガード側面および下面のM-LOKレールによる拡張性により様々なオプションを備える。
- 銃剣は89式多用途銃剣を引き続き採用する[49]。
- 擲弾発射器にベレッタ GLX160が採用された[49][50]。ハンドガード下面のM-LOKは40 mm グレネードの反動に耐えられる強度を持たないため、ガスブロック下とフロント・トリニオンを介して固定される[51]。
- ブリュッガー&トーメ（英語版）製の二脚付き[注釈 3]フォアグリップが配備されている[31]。
- その他、追って調達される小銃用付属品に、照準眼鏡としてDEON光学技研のMarch-F Compact 1x-8x24ショートスコープ[52]が、照準補助具としてAimpoint（英語版） Comp M5[34]、夜間視認具としてシュアファイア M300Cスカウトライト[50]、夜間照準補助具としてSteiner OTAL-C[53]の配備が決定している。20式の配備当時は、光学機器などに隊員の私物を取り付けている姿が多く見られたが、2024年末からは正規の付属品が配備され、定められた形で取り付けて運用されているという[35]。

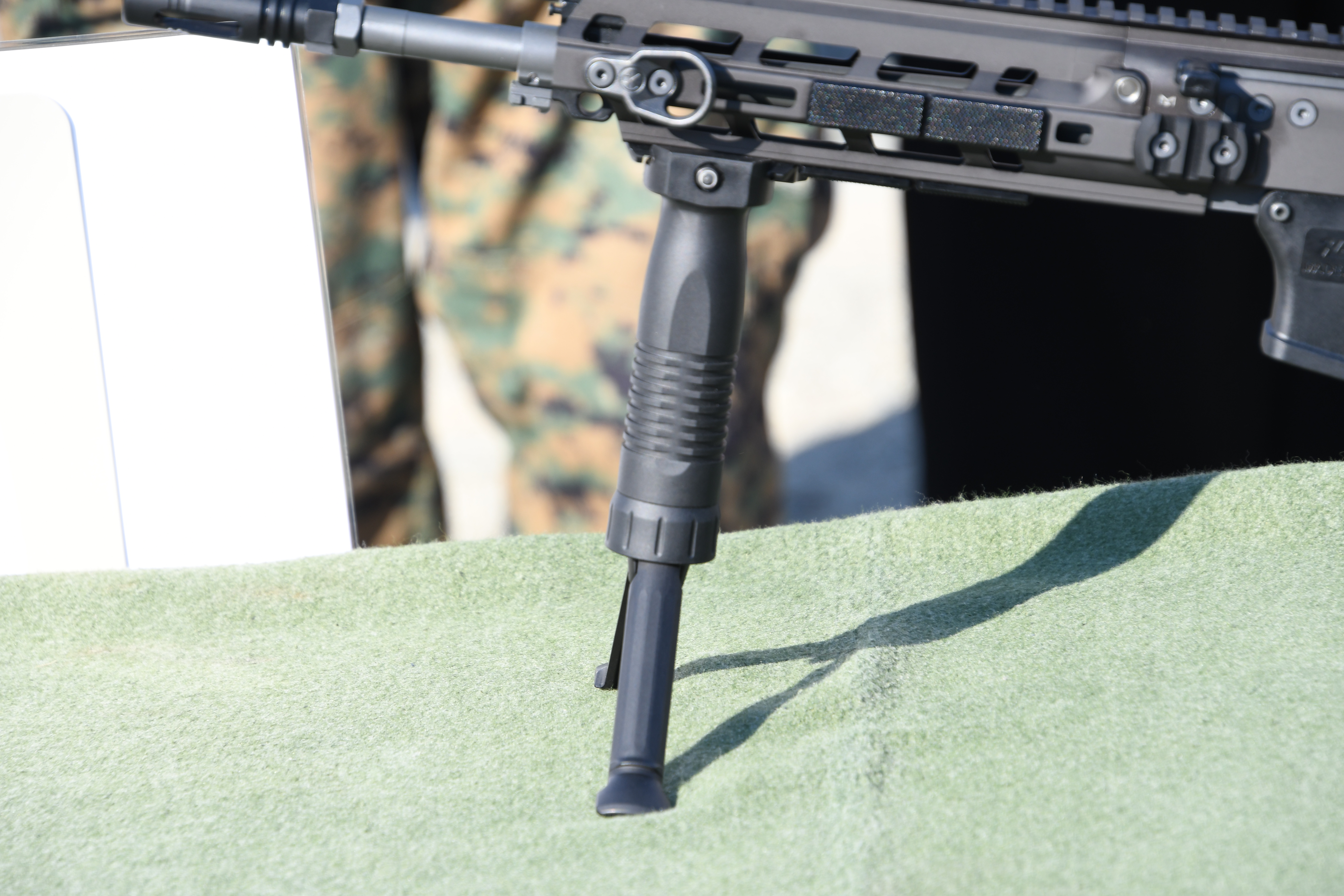
二脚付きフォアグリップ
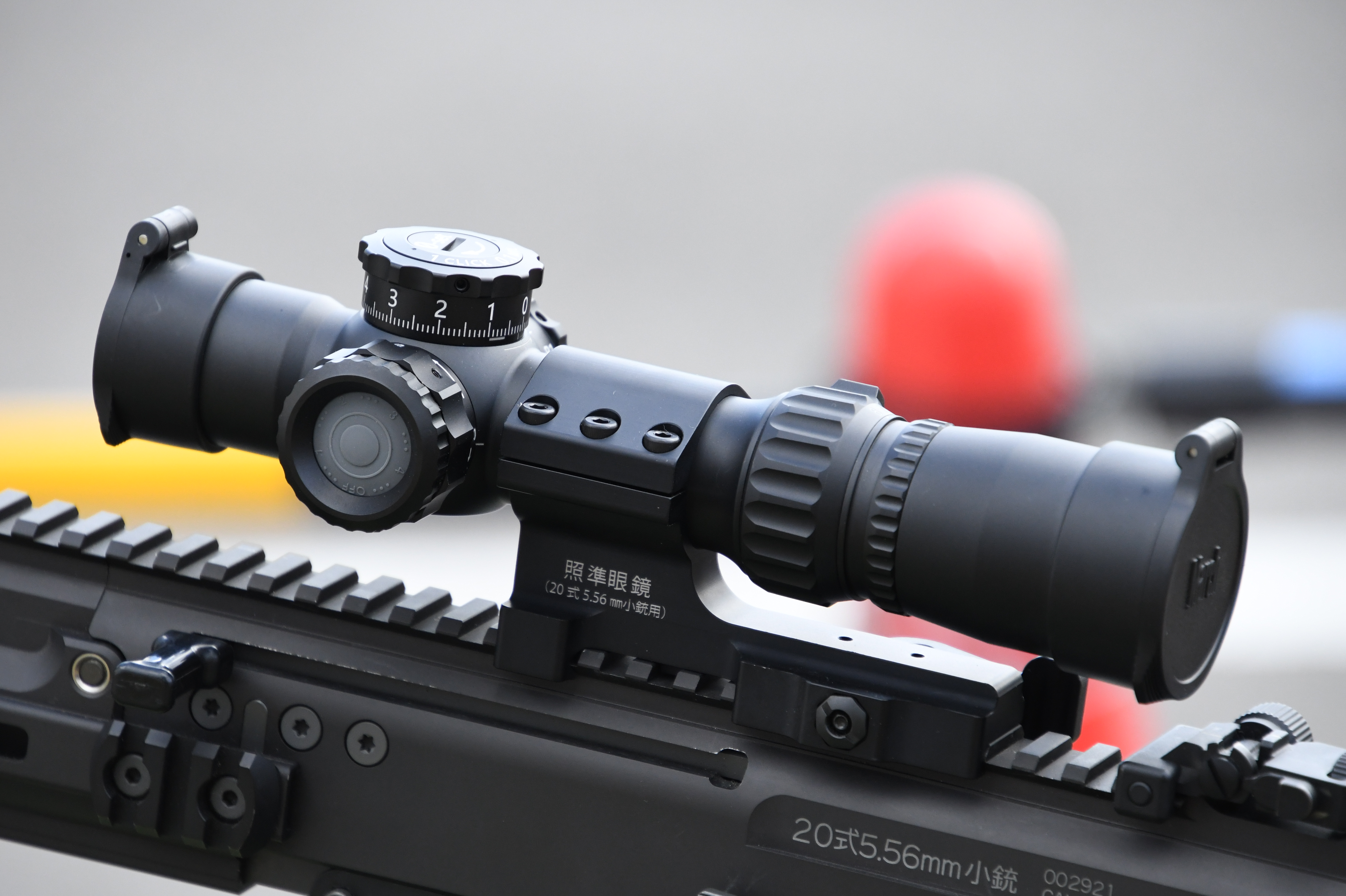
DEON光学技研 March-F Compact 1x-8x24
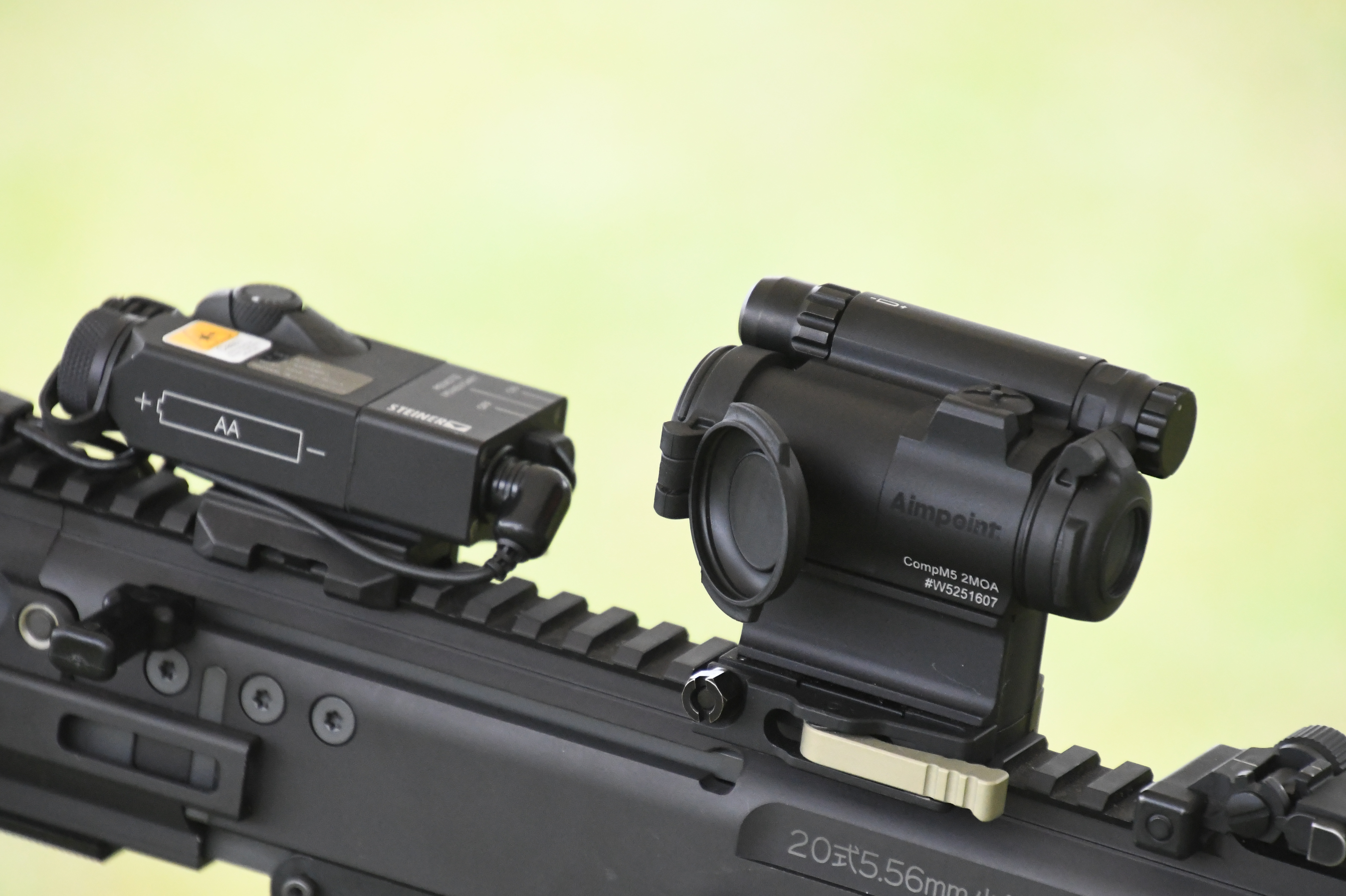
Steiner OTAL-CとAimpoint Comp M5
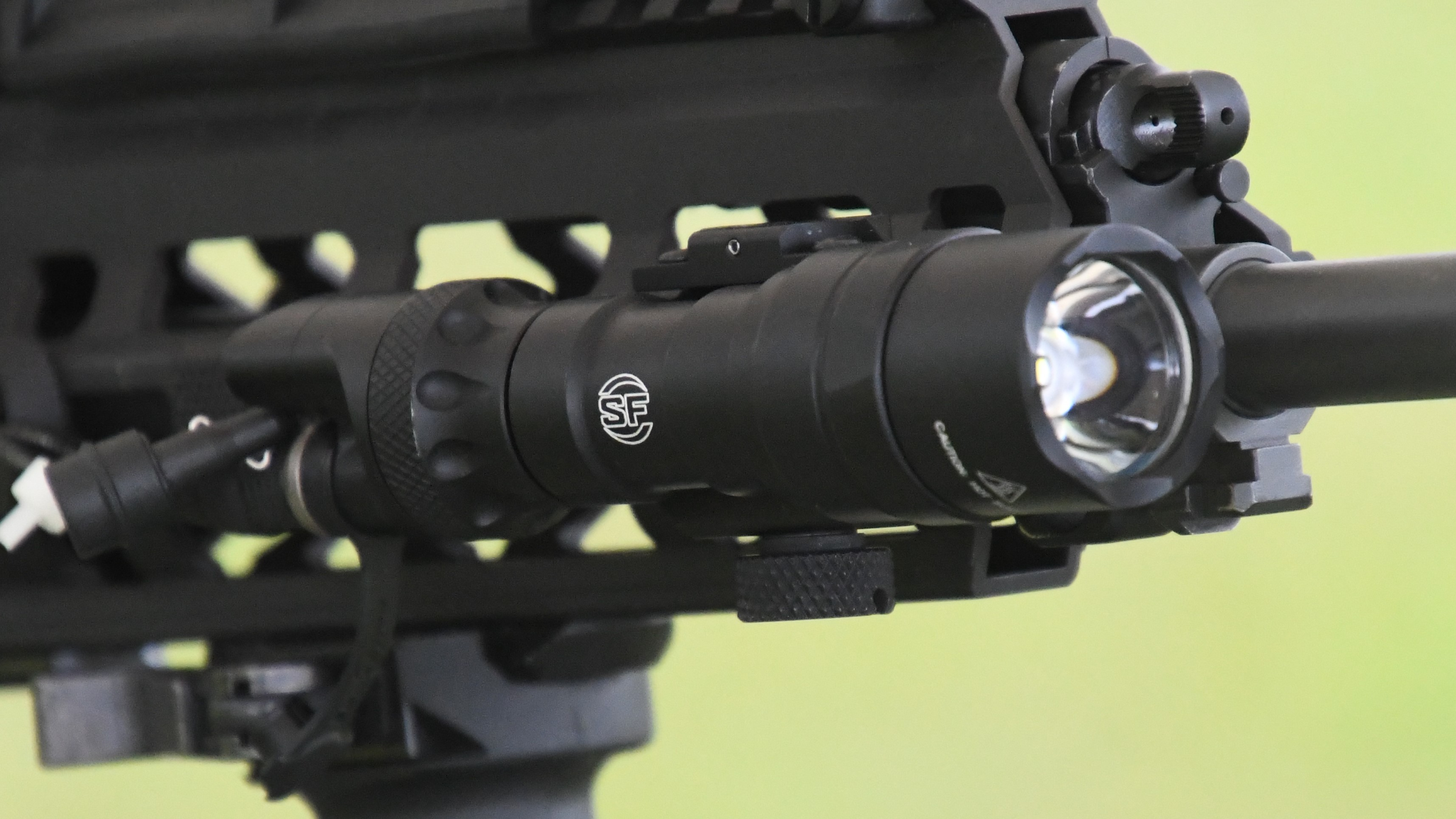
シュアファイア M300C

## 調達と配備

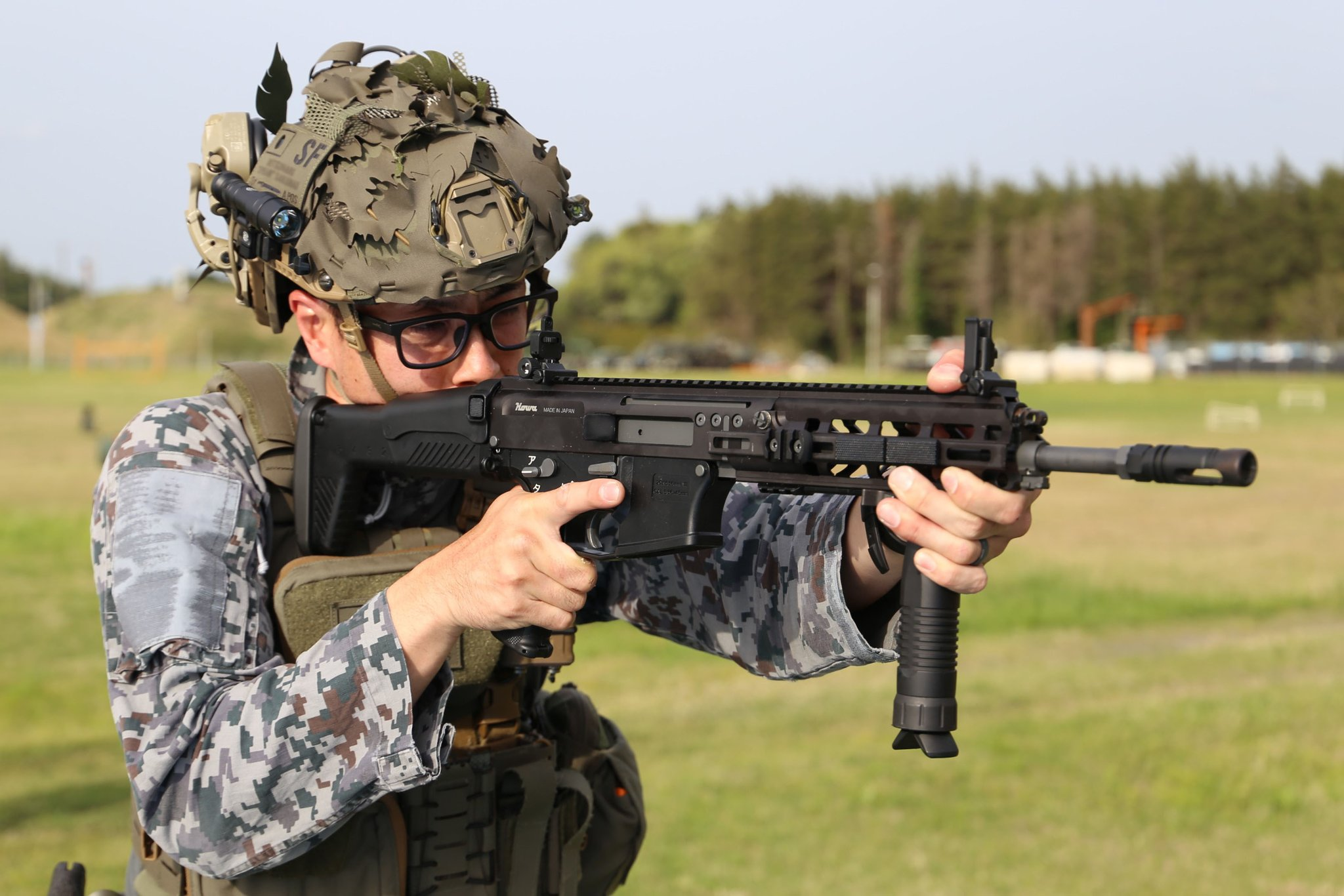
20式小銃を構える航空自衛官

先代の制式採用小銃であった89式5.56mm小銃は陸上自衛隊に約14万5千丁配備されており、20式5.56mm小銃についてもほぼ同等の約15万丁の調達が計画されている。
陸上自衛隊向け以外の調達は、2023年（令和5年）3月に海上自衛隊向けに36丁の契約が確認されている。また、2024年（令和6年）3月に航空自衛隊向けに35丁の契約が確認されている。
| 予算計上年度          | 陸自調達数 | 海自調達数 | 空自調達数 | 予算額 括弧は初度費(外数) |
| --------------------- | ---------- | ---------- | ---------- | ------------------------- |
| 2020年度（令和2年度） | 3,283丁    |            |            | 9億円（1億円）            |
| 2021年度（令和3年度） | 3,342丁    |            |            | 9億円                     |
| 2022年度（令和4年度） | 2,928丁    |            |            | 8億円                     |
| 2023年度（令和5年度） | 8,577丁    | 36丁       |            | 33億円                    |
| 2024年度（令和6年度） | 9,927丁    | 70丁       | 35丁       | 43億円                    |
| 2025年度（令和7年度） | 10,000丁   | 205丁      | 2,702丁    | 54億円                    |
| 合計                  | 38,057丁   | 311丁      | 2,737丁    | 156億円（1億円）          |

### 配備
配備先については水陸機動団に優先的に配備するほか、全国の普通科部隊を中心に配備が進められる予定である。また89式5.56mm小銃とほぼ同数の調達を予定していることから、普通科部隊への配備完了後順次後方支援部隊への配備も進むものと思われる。
2022年（令和4年）3月3日、水陸機動団で銃貸与式および慣熟訓練を実施したとのツイート（ポスト）がされた。4月22日、普通科教導連隊で全国の部隊に先駆けて射撃が実施されたとのツイート（ポスト）がされた。5月19日、今年度から富士総合火力演習に射撃部隊として初参加するとのツイート（ポスト）がされた。
2025年（令和7年）4月25日、航空自衛隊の基地警備教導隊にも配備され、航空自衛隊での正式運用に向けた各種試験が行わているとのツイート（ポスト）がされた。